# Idriz Čejvan
Idriz Čejvan, bosansko-hercegovski general, * 6. marec 1921, † ?.

## Življenjepis
Pred vojno je diplomiral na Trgovski akademiji. V NOVJ in KPJ je bil od leta 1941; med vojno je bil politični komisar več enot.
Po vojni je končal VVA JLA in postal načelnik Katedre politične ekonomije VVA JLA ter načelnik Vojnega muzeja JLA.

## Odlikovanja
- Red zaslug za ljudstvo
- Red partizanske zvezde